# Hadnagy László
Dr. Hadnagy László Győző (Szombathely, 1921. május 3. – Budapest, 1963. április 10.) magyar pedagógus, kultúrpolitikus.

## Életpályája
Szülei: Hadnagy János és Lénárt Terézia voltak. Általános és középiskolai tanulmányait Szombathelyen végezte el. 1946-ban diplomázott a budapesti egyetemen latin-magyar szakon. Szülővárosában dolgozott szabadművelődési fogalmazóként. A tanácsok megalakulása után 1954-ig népművelési megyei osztályvezető volt. 1954-től megyei tanácselnök-helyettesként dolgozott. 1962-ben kinevezték művelődésügy miniszterhelyettesnek.
Számos cikke és tanulmánya jelent meg a népművelés kérdéseiről.
Sírja a Farkasréti temetőben található (39-1-38).

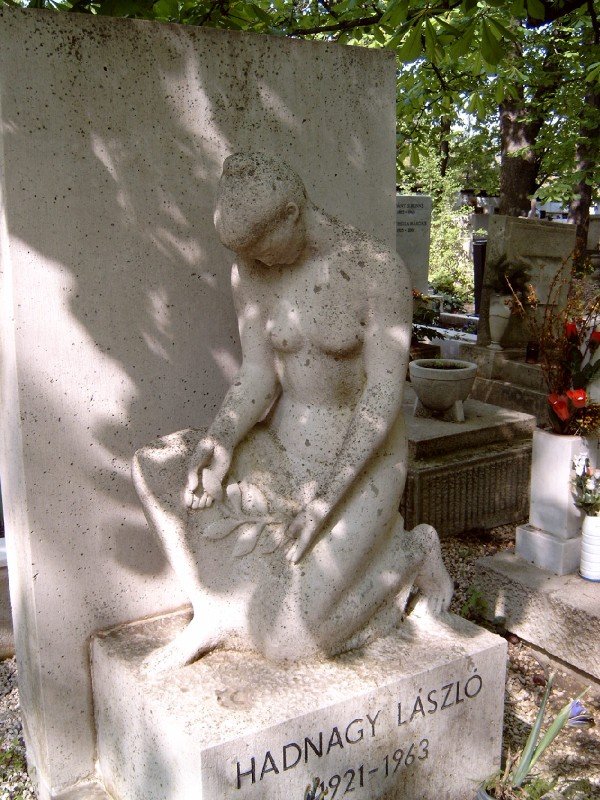
Hadnagy László tanár, kultúrpolitikus sírja Budapesten. Farkasréti temető: 39-1-38 (szobrász: Szabó Iván)